# 중화 타이베이 U-23 축구 국가대표팀
중화 타이베이 U-23 축구 국가대표팀 혹은 대만 U-23 축구 국가대표팀은 대만을 대표하는 23세 이하 축구 국가대표팀으로 현재 하계 올림픽과 AFC U-23 아시안컵 본선 출전 기록이 없다.

## 국제 대회 경력

### 아시안 게임
아시안 게임에는 2018년 대회에 처음으로 참가하여 1무 3패의 성적으로 조별리그에서 탈락했고 2022년 대회에서도 조별리그 탈락의 쓴 잔을 마셨지만 F조 조별리그 2차전에서 인도네시아를 꺾고 성인대표팀 시절 금메달을 따낸 1958년 대회 이후 무려 65년만에 아시안 게임 승리를 쟁취했다.

## 주요 대회 성적

### 올림픽
| 연도                                       | 결과      | 경기      | 승        | 무        | 패        | 득점      | 실점      |
| ------------------------------------------ | --------- | --------- | --------- | --------- | --------- | --------- | --------- |
| 모든 연령의 선수 참가에서 23세 이하로 변경 |           |           |           |           |           |           |           |
| 1992년                                     | 예선 탈락 | 예선 탈락 | 예선 탈락 | 예선 탈락 | 예선 탈락 | 예선 탈락 | 예선 탈락 |
| 1996년                                     | 예선 탈락 | 예선 탈락 | 예선 탈락 | 예선 탈락 | 예선 탈락 | 예선 탈락 | 예선 탈락 |
| 2000년                                     | 예선 탈락 | 예선 탈락 | 예선 탈락 | 예선 탈락 | 예선 탈락 | 예선 탈락 | 예선 탈락 |
| 2004년                                     | 예선 탈락 | 예선 탈락 | 예선 탈락 | 예선 탈락 | 예선 탈락 | 예선 탈락 | 예선 탈락 |
| 2008년                                     | 예선 탈락 | 예선 탈락 | 예선 탈락 | 예선 탈락 | 예선 탈락 | 예선 탈락 | 예선 탈락 |
| 2012년                                     | 예선 탈락 | 예선 탈락 | 예선 탈락 | 예선 탈락 | 예선 탈락 | 예선 탈락 | 예선 탈락 |
| 2016년                                     | 예선 탈락 | 예선 탈락 | 예선 탈락 | 예선 탈락 | 예선 탈락 | 예선 탈락 | 예선 탈락 |
| 합계                                       | 0/7       | 0         | 0         | 0         | 0         | 0         | 0         |

### 아시안 게임
| 연도                                       | 결과     | 경기 | 승   | 무   | 패   | 득점 | 실점 |
| ------------------------------------------ | -------- | ---- | ---- | ---- | ---- | ---- | ---- |
| 모든 연령의 선수 참가에서 23세 이하로 변경 |          |      |      |      |      |      |      |
| 2002년                                     | 불참     | 불참 | 불참 | 불참 | 불참 | 불참 | 불참 |
| 2006년                                     | 불참     | 불참 | 불참 | 불참 | 불참 | 불참 | 불참 |
| 2010년                                     | 불참     | 불참 | 불참 | 불참 | 불참 | 불참 | 불참 |
| 2014년                                     | 불참     | 불참 | 불참 | 불참 | 불참 | 불참 | 불참 |
| 2018년                                     | 조별리그 | 4    | 0    | 1    | 3    | 0    | 10   |
| 합계                                       | 1/5      | 4    | 0    | 1    | 3    | 0    | 10   |

### AFC U-23 아시안컵
| 연도   | 결과      | 경기      | 승        | 무        | 패        | 득점      | 실점      |
| ------ | --------- | --------- | --------- | --------- | --------- | --------- | --------- |
| 2014년 | 예선 탈락 | 예선 탈락 | 예선 탈락 | 예선 탈락 | 예선 탈락 | 예선 탈락 | 예선 탈락 |
| 2016년 | 예선 탈락 | 예선 탈락 | 예선 탈락 | 예선 탈락 | 예선 탈락 | 예선 탈락 | 예선 탈락 |
| 2018년 | 예선 탈락 | 예선 탈락 | 예선 탈락 | 예선 탈락 | 예선 탈락 | 예선 탈락 | 예선 탈락 |
| 2020년 | 예선 탈락 | 예선 탈락 | 예선 탈락 | 예선 탈락 | 예선 탈락 | 예선 탈락 | 예선 탈락 |
| 합계   | 0/4       | 0         | 0         | 0         | 0         | 0         | 0         |

- 참고: AFC U-23 아시안컵이 올림픽 축구 아시아 지역 예선 역할을 한다.

## 같이 보기
- 중화 타이베이 축구 국가대표팀